# جوسيبي ريتزي
 جوسيبي ريتزي (Giuseppe Rizzi)، (مواليد في 20 يناير 1886 بمدينة فيرونا، وتوفي سنة 29 يونيو 1960 في ميلانو)، لاعب كرة قدم إيطالي سابق. لعب لنادي إيه سي ميلان 3 مواسم وفاز معهم بلقب وحيد وهو لقب الدوري الإيطالي موسم 1906. ثم لعب للإنتر موسمين قبل أن يعتزل.